# Парламентарни избори у Италији 1972.
Парламентарни избори у Италији 1972. су одржани 7. маја 1972.
Избори су видели победу Хришћанске демократије. 
Италијанска социјалистичка партија пролетерског јединства после врло лошег резултата је распуштена и већина њених чланова се утопила у Комунистичку партију.
Италијанска социјалистичка партија је наставила да губи популарност, док је Комунистичка партија побољшала резултат на изборима. Најзначајнији раст показао је неофашистички Италијански социјални покрет, који је удвостручио своје бирачко тело са 4,5% до скоро 9%.

## Резултати

### Избори за Дом посланика
| Партија                                                   | Гласови    | %     | Мандати |
| Хришћанска демократија                                    | 12.912.466 | 38,66 | 266     |
| Италијанска комунистичка партија                          | 9.068.961  | 27,15 | 179     |
| Италијанска социјалистичка партија                        | 3.208.497  | 9,61  | 61      |
| Италијански социјални покрет-Национална десница           | 2.894.722  | 8,67  | 56      |
| Италијанска социјалистичко демократска партија            | 1.718.142  | 5,14  | 29      |
| Италијанска либерална странка                             | 1.300.439  | 3,89  | 20      |
| Италијанска републиканска партија                         | 954.357    | 2,86  | 15      |
| Италијанска социјалистичка партија пролетерског јединства | 648.571    | 1,94  | 0       |
| Народна партија Јужног Тирола                             | 153.674    | 0,46  | 3       |
| Остали                                                    | 543.699    | 1,62  | 1       |
| Укупно                                                    | 33.403.528 | 100   | 630     |

### Избори за Сенат
| Партијак                                        | Гласова    | %     | Мандати |
| Хришћанска демократија                          | 11.463.435 | 38,07 | 135     |
| Италијанска комунистичка партија                | 8.311.821  | 27,61 | 91      |
| Италијанска социјалистичка партија              | 3.225.471  | 10,71 | 33      |
| Италијански социјални покрет-Национална десница | 2.766.795  | 9,19  | 26      |
| Италијанска социјалистичко демократска партија  | 1.614.273  | 5,36  | 11      |
| Италијанска либерална странка                   | 1.319.032  | 4,38  | 8       |
| Италијанска републиканска партија               | 918.397    | 3,05  | 5       |
| Народна партија Јужног Тирола                   | 110.066    | 0,37  | 2       |
| Остали                                          | 379 157    | 1,26  | 4       |
| Укупно                                          | 30.108.447 | 100   | 315     |